# Salvatore Monaco
Salvatore Monaco (* 28. Dezember 1972 in Torre Annunziata) ist ein ehemaliger italienischer Fußballspieler.
Der Abwehrspieler begann seine Karriere bei den unterklassigen Klubs Rossanese, Francavilla, Trento und Fano. 1996 wechselte er zu Foggia in die Serie B. Nach zwei Jahren ging er zu Salernitana in die Serie A, mit denen er aber 1999 abstieg. Anfang 2000 wechselte er zum Erstligisten Perugia. Nachdem er positiv auf Anabolika getestet worden war, wurde er im Februar 2001 wegen Dopings für 16 Monate gesperrt. Von 2002 bis 2004 stand er dann beim Zweitligisten Catania unter Vertrag. Danach spielte er bei den Ligakonkurrenten Catanzaro und Ternana. 2006/07 ließ er seine Laufbahn bei Torres in der Serie C2 ausklingen.